# Acústic Celler
Acústic Celler és un celler de la Denominació d'Origen Montsant amb seu a Marçà. Va ser fundat l'any 2004 per Albert Jané, provinent de la casa Jané Ventura del Penedès, i Núria Ruiz com a enòloga fins al desembre del 2009. La producció s'obté sobre 10 hectàrees i l'any 2009 exportà el 75% de la seva producció. Les seves marques són Acústic, Acústic Blanc, Braó i sobretot Auditori, al qual Robert Parker va atorgar 95 punts.